# Gewöhnlicher Knollenkümmel
Der Gewöhnliche Knollenkümmel (Bunium bulbocastanum), meist Echter Knollenkümmel und auch Gewöhnliche Erdkastanie genannt, ist eine Pflanzenart aus der Gattung Knollenkümmel (Bunium) innerhalb der Familie der Doldenblütler (Apiaceae).

## Beschreibung

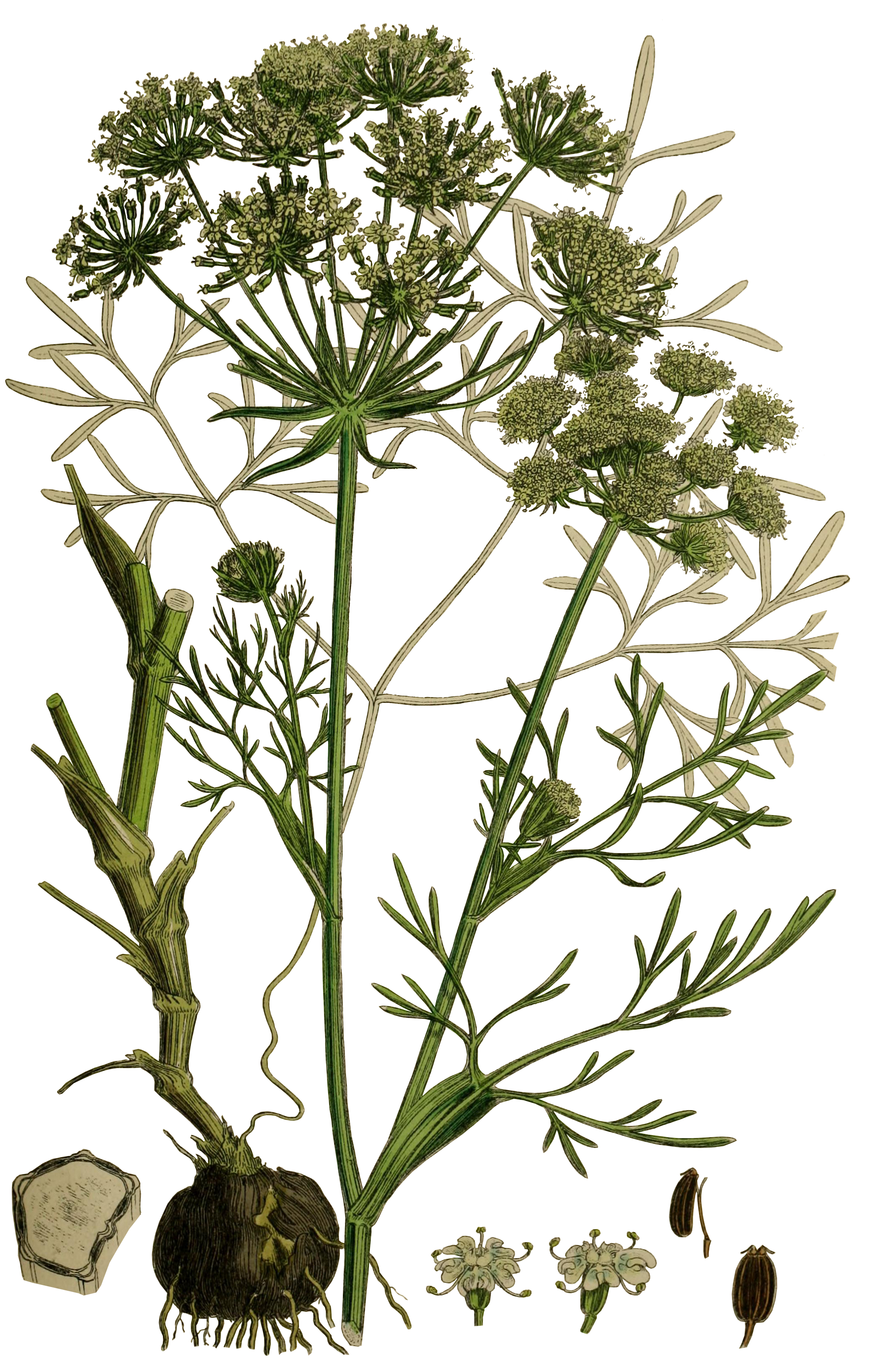
Illustration aus English botany, 3. Auflage, Volume 4, Tafel 583

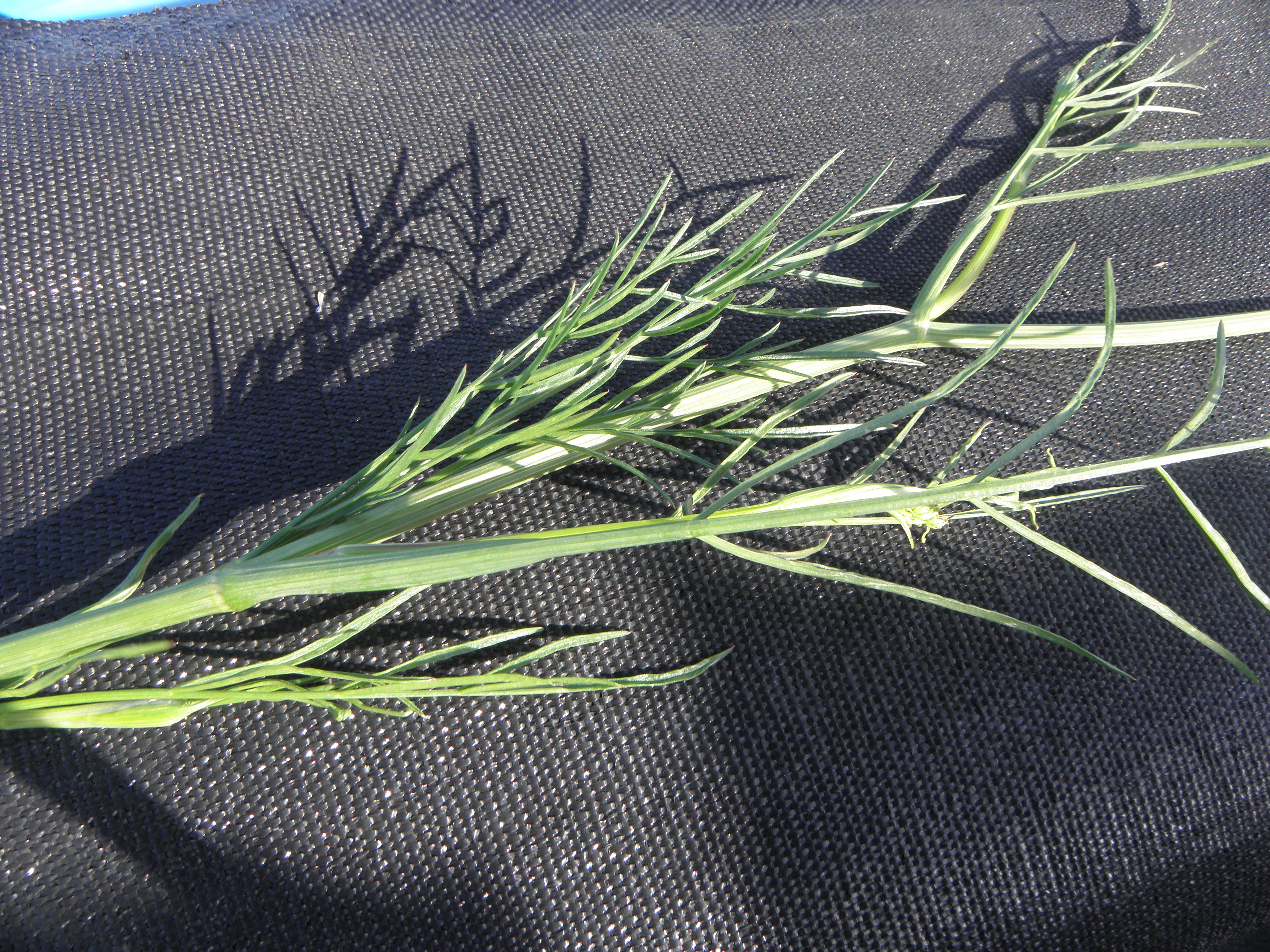
Stängel und Blätter

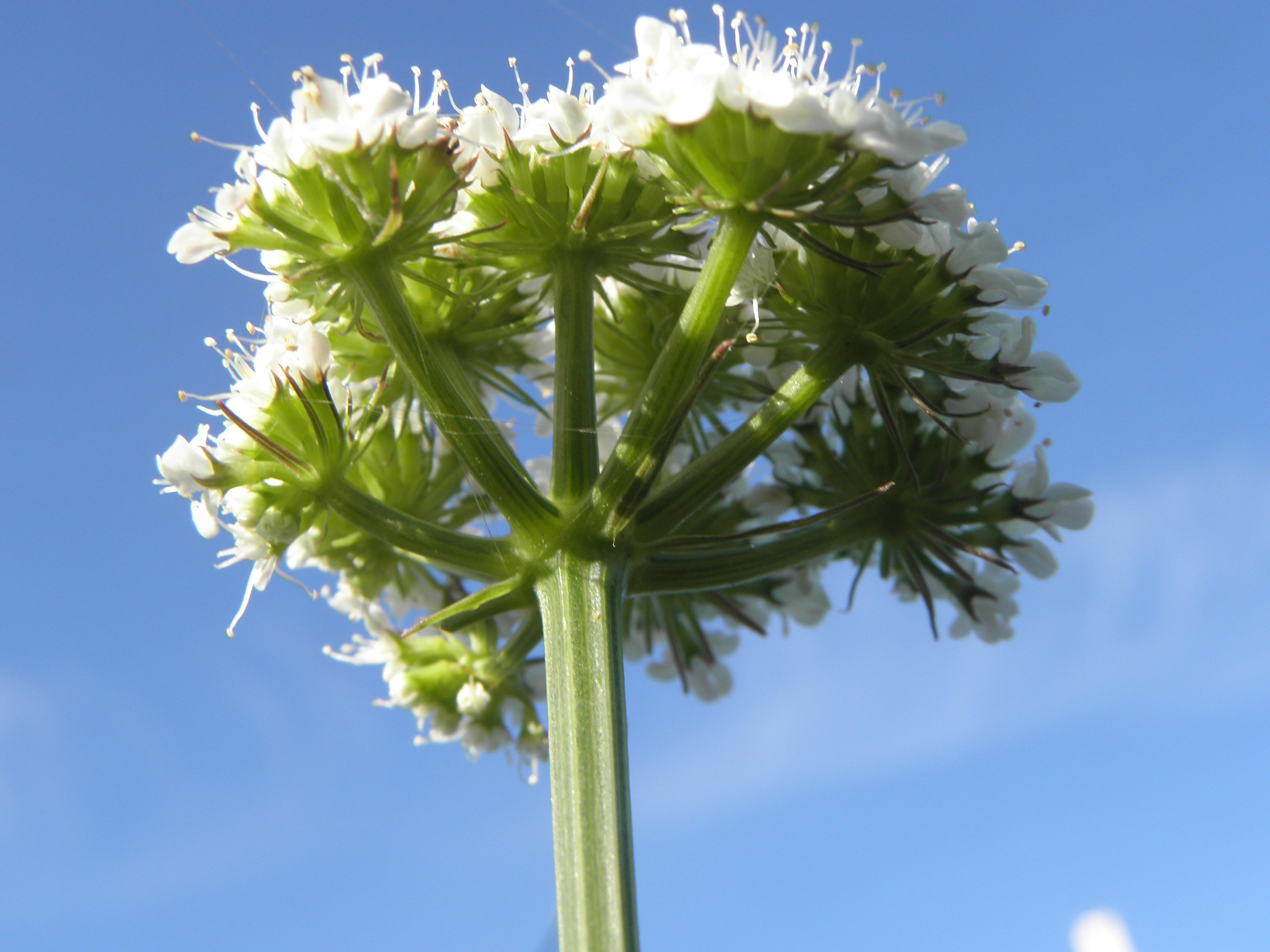
Blütenstand von unten

### Vegetative Merkmale
Der Gewöhnliche Knollenkümmel wächst als ausdauernde krautige Pflanze und erreicht Wuchshöhen von (5 bis) 30 bis 60 Zentimetern. Die bei einem Durchmesser von 1 bis 4 Zentimetern kugelige Pflanzenknolle sitzt etwa 10 Zentimeter tief im Boden. Der kahle Stängel ist „markig“, aufrecht, stielrund, gerillt und im oberen Teil verzweigt. Von den Laubblättern sind die unteren langgestielt und die oberen Blattspreiten sitzen den am Rand weißhäutigen Blattscheiden auf. Die Blattspreite der unteren Blätter ist zwei- bis dreifach gefiedert und im Umriss dreieckig. Die Blattabschnitte letzter Ordnung sind schmal elliptisch-lanzettlich.

### Generative Merkmale
Blütezeit ist Mai bis Juli. Viele Blüten stehen in einem 10- bis 24-strahligen doppeldoldigen Blütenstand zusammen. Hülle und Hüllchen sind drei- bis sieben-, selten bis zwanzigblättrig. Die Hüllchenblätter sind zur Fruchtzeit meist erheblich kürzer als die Fruchtstiele. Die Doldenstrahlen sind zur Reifezeit bogig aufgerichtet. Die tief ausgerandeten Blütenkronblätter sind weiß und erhalten beim Trocknen einen dunklen Mittelstreifen. Das außenstehende Kronblatt ist mit einer Länge von etwa 1,5 Millimetern und einer Breite von fast 2 Millimetern etwas größer als die anderen. Die Kronblätter sind quer elliptisch bis verkehrt herzförmig und an der Spitze mit einem lang eingeschlagenen Läppchen. Die Griffel sind zuletzt zurückgeschlagen un etwa doppelt so lang wie das Griffelpolster. Die Teilfrucht in bei einer Länge von 3 bis 4,5 Millimetern länglich und bei der Reife schwarzbraun mit hellen Rippen. Sie ist im Querschnitt fünfkantig-halbrund.
Die Chromosomenzahl beträgt 2n = 20 oder 22.

## Ökologie
Beim Gewöhnlichen Knollenkümmel handelt es sich um einen sommergrünen Knollen-Geophyten. Bei der Keimung entwickelt sie nur 1 Keimblatt.

## Vorkommen
Der Gewöhnliche Knollenkümmel ist von Europa bis nach Marokko verbreitet. Es gibt Fundortangaben für Spanien, die Balearen, Frankreich, Korsika, Marokko, Deutschland, Belgien, die Schweiz, die Niederlande, Südengland, Italien, Kroatien, Sardinien und Sizilien. In Schweden, Österreich, Dänemark in der früheren Tschechoslowakei und in Japan kommt die Art eingeschleppt vor.
In Deutschland ist er regional gefährdet. In der Schweiz ist er 'potentiell gefährdet'.
Der Gewöhnliche Knollenkümmel gedeiht am besten in sonnigen bis halbschattigen Standorten auf sommerwarmen, mäßig trockenen, nährstoff- und basenreichen, meist kalkhaltigen Lehm- oder Tonböden. Er ist ein Tonzeiger und pflanzensoziologisch eine Charakterart des Adonido-Iberidetum amarae aus dem Verband Caucalidion. Er steigt in der Schweiz auf den Roggenäckern bei Findelen bis 2120 Meter und im Aostatal bis 2200 Meter Meereshöhe auf.
Die ökologischen Zeigerwerte nach Landolt et al. 2010 sind in der Schweiz: Feuchtezahl F = 2 (mäßig trocken), Lichtzahl L = 4 (hell), Reaktionszahl R = 4 (neutral bis basisch), Temperaturzahl T = 4+ (warm-kollin), Nährstoffzahl N = 3 (mäßig nährstoffarm bis mäßig nährstoffreich), Kontinentalitätszahl K = 2 (subozeanisch).

## Nutzung
Der Echte Knollenkümmel wird manchmal als Ackerwildkraut bezeichnet. Die Knolle kann sowohl roh als auch gekocht als Gemüse verspeist werden. Die Blätter können ähnlich wie Petersilie verwendet werden. In Indien, Persien, Afghanistan und Tadschikistan wird er als Gewürzpflanze genutzt. Trivialnamen sind auf Hindi काला जीरा kālā jīrā („Schwarzer Kümmel“) oder shahi jeera („Schah-Kümmel“) und auf Persisch زيره كوهی zireh kuhi („Wilder Kümmel“). Er wird im Sahih al-Buchari als Heilpflanze erwähnt.

## Taxonomie
Der Echte Knollenkümmel wurde 1753 von Carl von Linné in Species Plantarum, Tomus I, S. 243 als Bunium bulbocawtanum erstveröffentlicht.